# 津輕郡 (陸奧國)
津輕郡（日语：〔〕／ Tsugaru gun */?）是過去位于日本陸奧國和青森縣的一個郡，範圍南至白神山地、北至龍飛岬，已於1878年10月30日因實行郡區町村編制法而廢除。

## 沿革
- 1664年（寬文四年） - 幕府修訂朱印（《寬文印知》）時，弘前藩的津輕信政發行的朱印狀有「津輕郡」的字眼。此前，津輕地方分別為平賀・鼻和・田舍三郡的一部分。

### 近代沿革
- 《舊高舊領取調帳》記載了明治初年時津輕郡的範圍。（4町873村）
  - 後屬於東津輕郡範圍（1町165村） - 弘前藩（1町137村）、黑石藩（28村）
  - 後屬於西津輕郡範圍（1町220村） - 弘前藩
  - 後屬於南津輕郡範圍（1町195村） - 弘前藩（173村）、黑石藩（1町22村）
  - 後屬於北津輕郡範圍（159村） - 弘前藩
  - 後屬於中津輕郡範圍（1町134村） - 弘前藩
- 明治四年
  - 七月十四（1871年8月29日） - 廢藩置縣，本郡由弘前縣、黑石縣管轄。
  - 十一月初二（1871年12月13日） - 第一次府縣統合，本郡改由青森縣管轄。
- 1878年（明治十一年）10月30日 - 郡區町村編制法在青森縣實行，津輕郡分割為東津輕郡、西津輕郡、南津輕郡、北津輕郡、中津輕郡五郡。同日津輕郡消失。

## 備考
- 1869年至1881年間，北海道渡島國有同名郡。 → 津輕郡 (渡島國)

## 相關項目
- 津輕地方
- 東津輕郡
- 西津輕郡
- 南津輕郡
- 北津輕郡
- 中津輕郡
- 津輕郡 (渡島國)